# بيدرو خوسيه غرير
بيدرو خوسيه غرير (بالإنجليزية: Pedro José Greer)‏ هو طبيب وبروفيسور أمريكي، ولد في 15 يونيو 1956 في ميامي في الولايات المتحدة.

## وصلات خارجية
- بيدرو خوسيه غرير على موقع إن إن دي بي (الإنجليزية)